# William Crichton, 1:e lord Crichton
William Crichton, 1:e lord Crichton, död 1454, var en skotsk adelsman och ämbetsman. Han var Skottlands ställföreträdande regent eller riksföreståndare mellan 1439 och 1445.